# كلية طب جيفرسون في جامعة توماس جيفرسون
كلية طب جيفرسون في جامعة توماس جيفرسون (بالإنجليزية: Jefferson Medical College of Thomas Jefferson University)‏ هي إحدى الكليات لتدريس الطب في الولايات المتحدة الأمريكية. تقع في مدينة فيلادلفيا في ولاية بنسيلفانيا الأمريكية. نوع الشهادة الطبية التي يتم تحصيلها هناك هي دكتور في الطب.